# Michael Korie
Michael Korie (* 1. April 1955 in Bergen County/New Jersey) ist ein US-amerikanischer Librettist.

## Leben
Korie absolvierte als Kind eine Musikausbildung. Er studierte an der Brandeis University und der New York University und arbeitete dann als Journalist für die Wochenzeitung The Village Voice. Nachdem er Songs nach Texten von Korie gehört hatte, schlug der Komponist Stewart Wallace ihm die Zusammenarbeit für ein Opernprojekt vor. Ihre satirische Oper Where's Dick? hatte 1989 Premiere an der Houston Grand Opera. Ihre nächste Oper Kabbalah wurde beim Next Wave Festival der Brooklyn Academy of Music aufgeführt. Die Oper Harvey Milk, ein Auftragswerk für die Houston Grand Opera wurde 1995 uraufgeführt und an der New York City Opera und der San Francisco Opera gespielt. Ebenfalls für Wallace verfasste Korie das Libretto zu Hopper’s Wife.
Für den Komponisten Scott Frankel schrieb Korie den Text zu Grey Gardens, einer musikalischen Adaption von Albert Maysles’ gleichnamiger Dokumentation. Das Werk wurde für zehn Tony Awards nominiert, und Korie und Frankel erhielten den Richard Rodgers New Horizons Award der ASCAP Foundation. Ebenfalls für Frankel verfasste Korie die Texte zu den Musicals Far From Heaven, Happiness, Doll und Finding Neverland. Nach Boris Pasternaks Roman Doktor Schiwago schrieb er gemeinsam mit Amy Power das Libretto zu Lucy Simons Musical Doctor Shivago. Nach John Steinbecks Roman Früchte des Zorns entstand das Libretto zu Ricky Ian Gordons Oper The Grapes of Wrath, die 2007 an der Minnesota Opera uraufgeführt und in konzertanten Versionen in der Carnegie Hall und der Disney Concert Hall in San Francisco gespielt wurde.
Eine weitere Zusammenarbeit mit Ricky Ian Gordon war die Oper The Garden of the Finzi-Continis nach Giorgio Bassanis Roman Il Giardino dei Finzi-Contini, die 2022 von der New York City Opera und dem National Yiddish Folksbiene-Theatre produziert wurde. Am Lincoln Center Theatre fand 2024 die Uraufführung von Flying Over Sunset statt, einer gemeinsamen Arbeit von Korie, dem Dramatiker und Regisseur James Lapine und dem Komponisten Tom Kitt. Am Yale Schwartzman Center und bei einem Workshop der Northwestern University entstand 2024 in Zusammenarbeit mit Sarah Schulman und dem Komponisten Anthony Davis das Musical Shimmer.
Korie ist Vorsitzender des Dramatists Guild Opera Committee, das Bildungsforen und Podcasts veranstaltet, um eine umfassendere und gleichberechtigtere Zusammenarbeit zwischen Komponisten und Dramatikern/Librettisten zu ermöglichen. Ein solches Projekt war der von ihm geschriebene und produzierte Kurzfilm Credit the Librettist, in dem Dutzende Opernkomponisten und Dramatiker interviewt werden. Für die Dramatists Guild ist Korie auch Mitglied des Musikausschusses und schreibt für The Dramatist, deren monatliches Magazin. Für die Dramatist Guild Foundation leitet Korie das Fellows-Programm für junge Musikkomponisten, Texter und Dramatiker, durch neben vielen anderen Michael R. Jackson und Antoinette Nwandu gefördert wurden. Er unterrichtet Schreiben für das Musiktheater an der Yale University und der School of Arts der Columbia University und leitete Seminare für Opernkomponisten und Theaterautoren des American Opera Project und des American Lyric Theater. Die American Academy of Arts and Letters zeichnete Korie mit dem Marc Blitzstein Award aus.